# Egitto ai Giochi olimpici
L'Egitto ha partecipato per la prima volta ai Giochi olimpici nel 1912.
Gli atleti egiziani hanno vinto 37 medaglie ai Giochi olimpici estivi, mentre non ne hanno mai vinta alcuna ai Giochi olimpici invernali.
Il Comitato Olimpico Egiziano venne creato e riconosciuto dal CIO nel 1910.
A seguito della fondazione della Repubblica Araba Unita (e l'unione provvisoria con la Siria del 1958), la partecipazione ai Giochi olimpici estivi di Roma 1960 e Tokyo 1964 avvenne con il nome del nuovo stato, sotto la sigla RAU all'edizione italiana (acronimo in italiano di Repubblica Araba Unita, in francese di République Arabe Unie e in spagnolo di República Árabe Unida), UAR all'edizione del 1964 (acronimo in lingua inglese United Arab Republic).
Il nome Repubblica Araba Unita, con la sigla RAU, fu presente anche ai Giochi di Città del Messico 1968, dopodiché il Paese tornò a gareggiare ufficialmente come Egitto solo a partire dal 1971.

## Medaglie alle Olimpiadi estive
| Giochi                 | Oro              | Argento          | Bronzo           | Totale           |
| ---------------------- | ---------------- | ---------------- | ---------------- | ---------------- |
| 1912 Stoccolma         | 0                | 0                | 0                | 0                |
| 1920 Anversa           | 0                | 0                | 0                | 0                |
| 1924 Parigi            | 0                | 0                | 0                | 0                |
| 1928 Amsterdam         | 2                | 1                | 1                | 4                |
| 1932 Los Angeles       | non partecipante | non partecipante | non partecipante | non partecipante |
| 1936 Berlino           | 2                | 1                | 2                | 5                |
| 1948 Londra            | 2                | 2                | 1                | 5                |
| 1952 Helsinki          | 0                | 0                | 1                | 1                |
| 1956 Melbourne         | 0                | 0                | 0                | 0                |
| 1960 Roma              | 0                | 1                | 1                | 2                |
| 1964 Tokyo             | 0                | 0                | 0                | 0                |
| 1968 Città del Messico | 0                | 0                | 0                | 0                |
| 1972 Monaco            | 0                | 0                | 0                | 0                |
| 1976 Montreal          | 0                | 0                | 0                | 0                |
| 1980 Mosca             | non partecipante | non partecipante | non partecipante | non partecipante |
| 1984 Los Angeles       | 0                | 0                | 1                | 1                |
| 1988 Seoul             | 0                | 0                | 0                | 0                |
| 1992 Barcellona        | 0                | 0                | 0                | 0                |
| 1996 Atlanta           | 0                | 0                | 0                | 0                |
| 2000 Sydney            | 0                | 0                | 0                | 0                |
| 2004 Atene             | 1                | 1                | 3                | 5                |
| 2008 Pechino           | 0                | 0                | 1                | 1                |
| 2012 Londra            | 0                | 3                | 1                | 4                |
| 2016 Rio de Janeiro    | 0                | 0                | 3                | 3                |
| 2020 Tokyo             | 1                | 1                | 4                | 6                |
| Totale                 | 8                | 11               | 18               | 37               |

## Medaglie alle Olimpiadi invernali
| Giochi              | Oro              | Argento          | Bronzo           | Totale           |
| ------------------- | ---------------- | ---------------- | ---------------- | ---------------- |
| 1984 Sarajevo       | 0                | 0                | 0                | 0                |
| 1988 Calgary        | non partecipante | non partecipante | non partecipante | non partecipante |
| 1992 Albertville    | non partecipante | non partecipante | non partecipante | non partecipante |
| 1994 Lillehammer    | non partecipante | non partecipante | non partecipante | non partecipante |
| 1998 Nagano         | non partecipante | non partecipante | non partecipante | non partecipante |
| 2002 Salt Lake City | non partecipante | non partecipante | non partecipante | non partecipante |
| 2006 Torino         | non partecipante | non partecipante | non partecipante | non partecipante |
| 2010 Vancouver      | non partecipante | non partecipante | non partecipante | non partecipante |
| 2014 Sochi          | non partecipante | non partecipante | non partecipante | non partecipante |
| 2018 PyeongChang    | non partecipante | non partecipante | non partecipante | non partecipante |
| Totale              | 0                | 0                | 0                | 0                |

## Medagliati
| Medaglia | Atleta                 | Edizione         | Sport              | Evento                                  |
| -------- | ---------------------- | ---------------- | ------------------ | --------------------------------------- |
| Oro      | El Sayed Nosseir       | Amsterdam 1928   | Sollevamento pesi  | Pesi massimi-leggeri                    |
| Oro      | Ibrahim Moustafa       | Amsterdam 1928   | Lotta              | Pesi medio-pesanti                      |
| Oro      | Anwar Mesbah           | Berlino 1936     | Sollevamento pesi  | Pesi leggeri                            |
| Oro      | Khadr El Touni         | Berlino 1936     | Sollevamento pesi  | Pesi medi                               |
| Oro      | Ibrahim Shams          | Londra 1948      | Sollevamento pesi  | Pesi leggeri                            |
| Oro      | Mahmoud Fayad          | Londra 1948      | Sollevamento pesi  | Pesi Gallo                              |
| Oro      | Karam Gaber            | Atene 2004       | Lotta              | Pesi leggeri                            |
| Argento  | Farid Simaika          | Amsterdam 1928   | Tuffi              | Piattaforma 10m                         |
| Argento  | Saleh Soliman          | Berlino 1936     | Sollevamento pesi  | Pesi piuma                              |
| Argento  | Attia Hamouda          | Londra 1948      | Sollevamento pesi  | Pesi leggeri                            |
| Argento  | Mahmoud Hassan Ali     | Londra 1948      | Lotta              | Lotta Greco Romana - Pesi piuma         |
| Argento  | Osman Sayed            | Roma 1960        | Lotta              | Lotta Greco Romana - Pesi Mosca         |
| Argento  | Mohamed Ali Rashwan    | Los Angeles 1984 | Judo               | Open                                    |
| Argento  | Mohamed Aly            | Atene 2004       | Pugilato           | Pesi super-massimi                      |
| Argento  | Alaaeldin Abouelkassem | Londra 2012      | Scherma            | Fioretto individuale maschile           |
| Argento  | Karam Gaber            | Londra 2012      | Lotta greco-romana | -84 kg maschile                         |
| Bronzo   | Farid Simaika          | Amsterdam 1928   | Tuffi              | Trampolino 3m                           |
| Bronzo   | Ibrahim Shams          | Berlino 1936     | Sollevamento pesi  | Pesi piuma                              |
| Bronzo   | Ibrahim Wasif          | Berlino 1936     | Sollevamento pesi  | Pesi massimi-leggeri                    |
| Bronzo   | Ibrahim Orabi          | Londra 1948      | Lotta              | Lotta Greco Romana - Pesi medio-pesanti |
| Bronzo   | Abdel Rashed           | Helsinki 1952    | Lotta              | Lotta Greco Romana - Pesi Gallo         |
| Bronzo   | Abdelmoneim El-Guindi  | Roma 1960        | Pugilato           | Pesi Mosca                              |
| Bronzo   | Tamer Bayoumi          | Atene 2004       | Taekwondo          | 58 kg                                   |
| Bronzo   | Mohamed El Sayed       | Atene 2004       | Pugilato           | Pesi massimi                            |
| Bronzo   | Ahmed Ismail           | Atene 2004       | Pugilato           | Pesi mediomassimi                       |
| Bronzo   | Hesham Mesbah          | Pechino 2008     | Judo               | Pesi medi                               |

## Medaglie per disciplina

### Olimpiadi estive
| Sport              | Oro | Argento | Bronzo | Totale |
| ------------------ | --- | ------- | ------ | ------ |
| Sollevamento pesi  | 5   | 3       | 5      | 13     |
| Lotta              | 2   | 3       | 3      | 8      |
| Karate             | 1   | 0       | 1      | 2      |
| Pugilato           | 0   | 1       | 3      | 4      |
| Tuffi              | 0   | 1       | 1      | 2      |
| Judo               | 0   | 1       | 1      | 2      |
| Pentathlon moderno | 0   | 1       | 0      | 1      |
| Scherma            | 0   | 1       | 0      | 1      |
| Taekwondo          | 0   | 0       | 4      | 4      |
| Totale             | 8   | 11      | 18     | 37     |